# Crash of the Titans
Crash of the Titans és un videojoc d'acció i aventura publicat per Sierra Entertainment i desenvolupat per l'empresa de Vancouver Radical Entertainment per la PlayStation 2, PlayStation Portable (versionada per SuperVillain Studios), Wii i Xbox 360. Les versions de Game Boy Advance i Nintendo DS del videojoc estan fetes per Amaze Entertainment. El videojoc es va llançar primer a l'Amèrica del Nord el 3 d'octubre de 2007, a Europa el 12 d'octubre de 2007 i a Austràlia el 25 d'octubre de 2007; és el primer videojoc de la saga Crash Bandicoot que no ha sigut llançada al Japó.